# Arnoldichthys spilopterus
Arnoldichthys spilopterus är en fiskart som först beskrevs av Boulenger, 1909.  Arnoldichthys spilopterus ingår i släktet Arnoldichthys och familjen Alestidae. IUCN kategoriserar arten globalt som sårbar. Inga underarter finns listade i Catalogue of Life.

## Bildgalleri

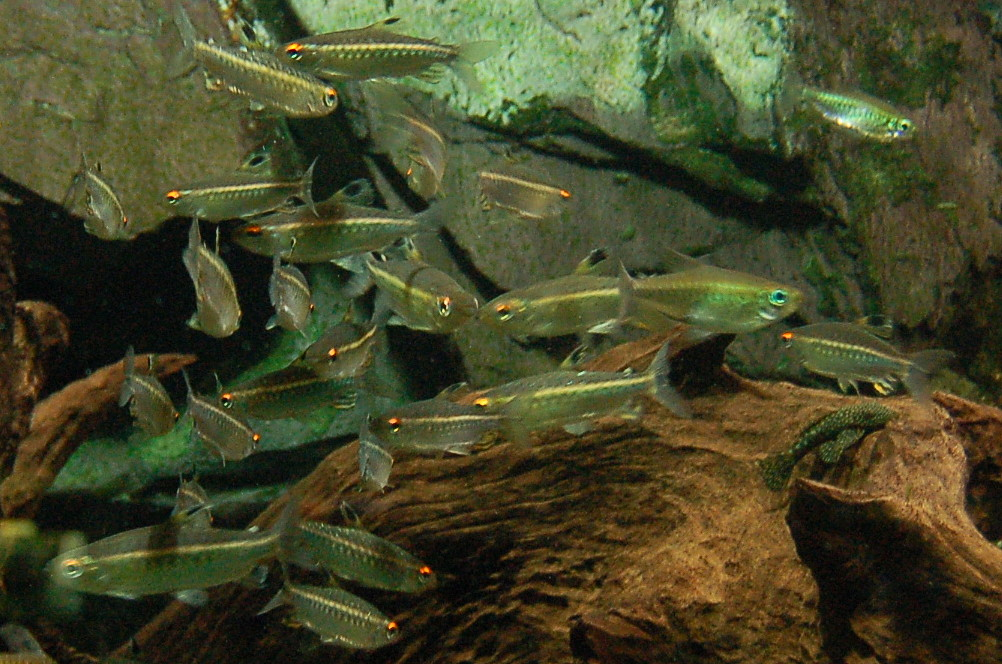